# 17 décembre dans les chemins de fer
17 novembre 17 janvier
Chronologies thématiques
- Croisades
- Sports
- Disney

Cette page concerne les événements qui se sont déroulés un 17 décembre dans les chemins de fer.

## Événements

### XIXesiècle
- 1845.  France :   ordonnance du Roi portant autorisation de la Compagnie du chemin de fer de Paris à Strasbourg.
- 1845.  France :   ordonnance du Roi portant autorisation de la Compagnie du chemin de fer de Tours à Nantes.
- 1865, Italie : décret impérial autorisant la construction du Chemin de fer du Mont-Cenis.
- 1887, France : ouverture des lignes Saint-Rémy-de-Provence - Orgon et Barbentane - Orgon.

### XXesiècle
- 1906, France : ouverture de la section Place Mazas (Quai de la Rapée) - Lancry (Jacques Bonsergent) de la ligne 5 du métro de Paris.
- 1965, France : mise en service des locomotives diesel CC 70001 par la SNCF.

### XXIesiècle
- 2020, France : Prolongement de la ligne 14 du métro de Paris de Saint-Lazare à Marie de Saint-Ouen.